# غلين اله مراد (مقاطعة غيلانغرب)
غلين‌اله‌مراد (بالفارسية: گلین‌اله‌مراد) هي قرية تقع في قسم ديره الريفي في إيران. يقدر عدد سكانها بـ 80 نسمة بحسب إحصاء 2016.